# IC 5299
IC 5299 је спирална галаксија у сазвјежђу Пегаз која се налази на листи објеката дубоког неба у Индекс каталогу.
Деклинација објекта је + 20° 51' 21" а ректасцензија 23h 16m 19,1s. Привидна величина (магнитуда) објекта IC 5299 износи 15,0 а фотографска магнитуда 15,8.